# Monument, Oregon
Monument är en ort i Grant County i delstaten Oregon, USA.